# DFC Prag
Deutscher Fußball-Club Prag – założony w 1896 i reaktywowany w 2016 klub piłkarski z Pragi. 
Przed II wojną światową skupiał głównie przedstawicieli mniejszości niemieckiej i żydowskiej na ziemiach czeskich. Był pierwszym w historii wicemistrzem Niemiec w 1903. W sezonach 1925, 1934/35 i 1935/1936 występował w czechosłowackiej I lidze. Został rozwiązany w 1939 po wkroczeniu wojsk III Rzeszy do Czechosłowacji.

## Historia
25 maja 1896 sportowcy zrzeszeni w klubie Regatta Prag założyli klub piłkarski dla niemieckojęzycznych Żydów (nie-żydowskim klubem Niemców z Pragi miał później zostać założony w 1899 DFC Germania).

### Wicemistrzostwo Niemiec (1903)
Mimo że Praga była wówczas częścią monarchii austro-węgierskiej, klub na krótko miał prawo przyłączyć się do rozgrywek ogólnoniemieckich. W 1900 razem z DFC Germania został jednym z dwóch praskich klubów-założycieli niemieckiego związku piłkarskiego (Deutscher Fußball-Bund), którego prezesem został wybrany przedstawiciel DFC, Ferdinand Hueppe. 
W 1903 drużyna przystąpiła do historycznych, pierwszych mistrzostw Niemiec jako zeszłoroczny mistrz Pragi (obok zwycięzców turniejów w pięciu innych regionach Rzeszy, m.in. Berlina i Brandenburgii). Związek wyznaczył ćwierćfinałowy mecz z Karlsruher FV na 17 maja 1903 w Monachium, jednak DFC wniósł o przeniesienie meczu do Pragi, tłumacząc się potencjalnie wyższymi zyskami z biletów. Klub z Karlsruhe odmówił podróży do Czech, w związku z czym DFB awansował obie drużyny do półfinału bez gry. Powtórka meczu w półfinale w Lipsku również nie doszła do skutku, ponieważ Karlsruher FV otrzymał fałszywy telegram (rzekomo od związku) z informacją o przełożeniu meczu i nie stawił się na miejscu, więc DFC awansował do finału walkowerem. 
W noc przed meczem o mistrzostwo Niemiec drużyna DFC (złożona głównie ze studentów Uniwersytetu Karola) zwiedzała Hamburg i 31 maja nie stawiła się na boisku w optymalnej formie. Spotkanie z VfB Lipsk opóźniło się o pół godziny z powodu poszukiwań piłki nadającej się do gry przez organizatorów. Gospodarz meczu Altona 93 dostarczył futbolówki i DFC pierwszy zdobył prowadzenie w meczu, jednak ostatecznie uległ drużynie z Lipska 2:7 i został pierwszym w historii wicemistrzem Niemiec. 

### Austro-Węgry
Jesienią 1896 DFC Prag został nieoficjalnym mistrzem Czech i Moraw, pokonując między innymi Spartę i Slavię Praga. W 1904 niemiecki związek piłkarski dołączył do FIFA i położył kres występom DFC w tamtejszych rozgrywkach piłkarskich. W zgodzie z doktryną apolityczności FIFA nie chciała uwiarygodnić narodowościowych organizacji piłkarskich (niemieckiej, czeskiej, polskiej itd.) w Austro-Węgrzech, dlatego do końca I wojny światowej DFC występował w nieoficjalnych rozgrywkach w granicach monarchii Habsburgów. W 1913 i 1914 DFC został mistrzem kraju czeskiego (niem. Böhmen) w ramach ligi dla klubów niemieckojęzycznych zorganizowanej przez osobny, niemiecki związek piłkarski (Deutscher Fußball-Verband für Böhmen) poza strukturami ówczesnych mistrzostw Czech i Austrii. Liczni zawodnicy DFC (Paul Fischl i późniejszy wybitny tenisista Karel Koželuh) występowali wówczas w reprezentacji Austrii. Tygodnik Sportowy z 1924 wymienia wśród reprezentantów z DFC nazwiska m.in. olimpijczyków z 1912: Robert Cimera, Ladislaus Kurpiel, Bernhard Graubart, Robert Merz, Johann Neumann, Ernst Thurm. W 1917 DFC wygrał mistrzostwo czeskiego związku piłki nożnej (cz. Český svaz footballový), pokonując trzy kluby czeskie (Spartę, Slavię i Viktorię Žižkov). 
W tym czasie DFC gościł też na meczach towarzyskich w Wiedniu, Budapeszcie i Krakowie. Przed meczami z Cracovią (5:0 i 7:2 w 1911, 3:1 i 0:0 w 1914), polskie gazety pisały:

Publiczność krakowska pozna najlepsze drużyny monarchii, po kolei bowiem zjadą do Krakowa: praski "Deutscher Fussbalclub" [sic], "Wiener Sportclub" i "Wiener Association footballclub". Seryę tę rozpoczyna w niedzielę match z Deutsche Fussbalclub najstarszym klubem w Austryi.

### Czechosłowacja
Po rozpadzie monarchii w Czechosłowacji przetrwały osobne, amatorskie rozgrywki dla klubów niemieckich, głównie z tzw. Sudetenlandu - DFC wygrywał je w 1923, 1924, 1929, 1931, 1932, 1933 i 1937. Od 1925 do 1933 zwycięzcy tych rozgrywek awansowali (razem z amatorami z Moraw, klubami słowackimi i węgierskimi) do amatorskich mistrzostw Czech. DFC wygrał je odpowiednio w 1931 i 1933. Mimo uczestnictwa klubu w amatorskich rozgrywkach, zawodnicy DFC byli powoływani i występowali w reprezentacji Czechosłowacji: Karel Koželuh (1923), Pavel Mahrer (1923–1926), Josef Kuchynka (1924, późniejszy trener m.in. Wisły Kraków), Ferenc Szedlacsek (1925–1926), Samuel Schillinger (1926–1929), Karel Kannhäuser (1931) i Fritz Taussig.
W 1925 DFC przystąpił do związkowych rozgrywek czechosłowackich. Wystąpiły w nich głównie kluby z Pragi, jednak dziś są uznawane za rozgrywki ogólnokrajowe, a ówczesny mistrz (Slavia Praga) za mistrza Czechosłowacji. Piłkarze DFC po jednej rundzie zajęli 4. miejsce, a z przerwanego w połowie sezonu zachowały się nazwiska trenera Roberta Cimery i zawodników: Adolf Patek, Josef Kuchynka, Karl Kannhäuser, Fritz Taussig, Ferenc Szedlacsek, Otto Krompholz, Koloman Bobor, Karel Feller, Pavel Mahrer, Jan Neugebauer-Tintík, James Ottaway, Sauel Schillinger, Karel Steffl, Raudnitz, Rohan, Korenyi, Heidecker, Less i Weigelhofer.
Po dojściu do władzy nazistów w Niemczech w 1933, DFC zdecydował się opuścić amatorskie rozgrywki dla niemieckich klubów. W sezonach 1934/1935 i 1935/1936 DFC występował w krajowej lidze złożonej z drużyn z Czech, Moraw i Śląska (bez Słowacji), gdzie w pierwszym sezonie zajął 7. miejsce. Drugi i ostatni sezon (po dołączeniu klubów ze Słowacji) zakończył się spadkiem drużyny DFC z ligi. Od tamtej pory występował już tylko w amatorskich rozgrywkach dla niemieckojęzycznych klubów, zanim w 1938 Niemcy dokonali aneksji Kraju Sudetów. Zawodnicy i działacze DFC nie zgodzili się objąć klubu patronatem Partii Niemców Sudeckich i przyszłego gauleitera Kraju Sudetów, Konrada Henleina. Klub został oficjalnie rozwiązany przez okupacyjne władze po wkroczeniu wojsk niemieckich do Pragi w marcu 1939. W 1940 pozostałe niemieckie kluby w Pradze połączyły się w NSTG Prag (Nationalsozialistische Turngemeinde Prag) i występowały w okupacyjnej Gaulidze Sudetenland.

### Reaktywacja
Reaktywacja klubu po zakończeniu II wojny światowej była niemożliwa ze względu na dekret Edvarda Beneša z 1945, który zmusił pozostałych Niemców do opuszczenia Czechosłowacji i skonfiskował ich majątki. 
13 września 2015 przy współudziale Initiative 1903 (grupy kontynuatorów tradycji przedwojennego VfB Lipsk) w Pradze odbył się "mecz rewanżowy" za finał mistrzostw Niemiec z 1903, w którym przeciwko drużynie z Lipska zagrała grupa piłkarzy-amatorów z Czech i Niemiec. 
9 czerwca 2016 na deskach praskiego teatru Hybernia wystawiono musical Oma, Opa, erzählt mal! (niem. Babciu, dziadku, powiedzcie mi!) na kanwie losów przedwojennych praskich Żydów, w tym rozwiązania klubu DFC Prag przez nazistów. Po spektaklu ośmiu założycieli podpisało list intencyjny reaktywujący klub.
Reaktywowany klub skupia się na prowadzeniu grup młodzieżowych (w 2019 roku trenowało w nim 34 dzieci). Oprócz wychowanków trzech niemieckojęzycznych szkół z Pragi, trenują w nim m.in. dzieci czeskojęzyczne oraz z licznych w stolicy Czech diaspor wietnamskiej i rosyjskiej.

## Stadiony i boiska
Pierwsze mecze DFC Prag rozgrywał na tzw. Cesarskiej łące (cz. Císařská louka, niem. Königsweise) na jednej z wysp na Wełtawie, gdzie zaczynały również praskie "S" – Slavia i Sparta. 
Na początku XX wieku klub przeniósł się do rozbudowywanej wówczas dzielnicy Letná, gdzie w pobliżu ówczesnego boiska Slavii powstał stadion Belveder z krytą trybuną mieszczący 18 tysięcy widzów. 
W latach 1937–1939 na miejscu wyburzonego stadionu DFC na południowych krańcach parku na Letnej powstało Narodowe Muzeum Rolnictwa, a w jego sąsiedztwie Narodowe Muzeum Techniki w Pradze. Po drugiej stronie błoń na Letnej swój stadion do dzisiaj ma Sparta Praga (Slavia przeniosła się do dzielnicy Vršovice).

## Sukcesy
- Wicemistrzostwo Niemiec: 1903
- Mistrzostwo Czech i Moraw (Mistrovství Čech a Moravy, w Austro-Węgrzech): 1896 (jesień)
- Mistrz Niemieckiego Związku Piłkarskiego Czech (Deutscher Fußball-Verband für Böhmen, 2): 1913 i 1914
- Mistrz Czeskiego Związku Piłkarskiego (Mistrovství ČSF): 1917
- Amatorskie mistrzostwo Czech (2): 1931, 1933
- Amatorskie mistrzostwo Czech klubów niemieckich (7): 1923, 1924, 1929, 1931, 1932, 1933, 1937